# Bill Nguyễn

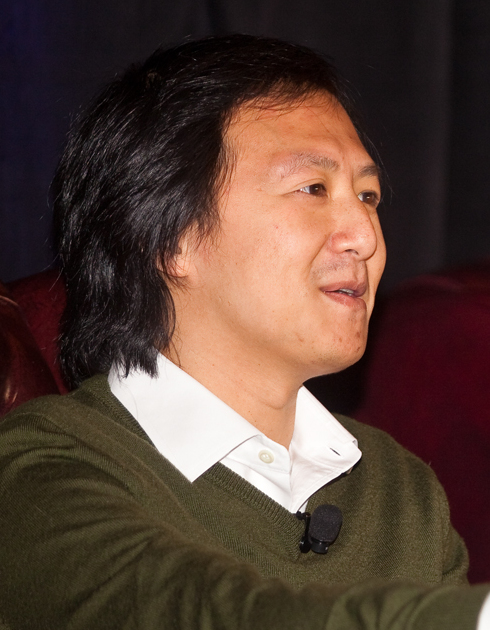
Bill Nguyễn

Bill Nguyễn (born 1971) hay phổ thông hơn qua cách viết tiếng Anh Bill Nguyen, là một triệu phú đô la người Mỹ gốc Việt, được tập đoàn truyền thông MSNBC (Mỹ) bầu chọn đứng đầu trong số 10 gương mặt triển vọng nhất năm 2001 với lời bình: "Có khả năng thay đổi bộ mặt công nghệ thông tin toàn cầu" và được tạp chí Forbes bình chọn là một trong 40 người dưới 40 tuổi giàu nhất nước Mỹ .
Ăn mặc giản dị, vui tính hay cười, mê chơi game nhưng nghiêm khắc trong công việc, nỗ lực không mệt mỏi, chỉ ngủ 3 giờ mỗi ngày, anh được xếp vào "Top 100 nhà phát minh hàng đầu thế giới" do tạp chí Technology của Học viện kỹ thuật Massachusetts (MIT) bầu chọn năm 2002 từ 7 ngành công nghệ mũi nhọn .

## Sự nghiệp
Vượt biên từ Việt Nam sang Mỹ từ nhỏ, từ năm 16 tuổi, Bill Nguyễn làm nghề phụ bán xe hơi cũ vào cuối tuần, để có tiền học và phụ giúp gia đình. Thích nghiên cứu, đeo đuổi tới cùng để phát triển ý tưởng, nên Bill Nguyễn rẽ ngang khỏi Đại học Houston để ra kinh doanh, và đến nay, đã thành lập liên tiếp 7 công ty .
Tên tuổi của Bill Nguyễn được nhắc đến nhiều vào năm 1999 khi anh bán lại công ty Onebox, do anh thành lập năm 1998 và chuyên về phần mềm chuyển tin nhắn, với giá 850 triệu đô la Mỹ .
Từ năm 2000, Bill Nguyễn là sáng lập viên, giám đốc và là thành viên của hội đồng quản trị Công ty phần mềm Seven Networks. Phần mềm của Seven ứng dụng cho các thiết bị vô tuyến hỗ trợ truy cập dữ liệu (mobile email), được sử dụng rộng rãi (như hai tập đoàn British Telecom ở Anh Quốc và NTT DoCoMo tại Nhật Bản mua bản quyền sử dụng) và đoạt nhiều giải thưởng danh giá bao gồm giải Sản phẩm của năm do tạp chí Network Magazine bình chọn

### LaLa.com
Năm 2006, Bill Nguyễn đã dùng công nghệ Web 2.0 và "lấy một chút MySpace, một tẹo iTunes và một phần Netflix để kết hợp với hệ thống chia sẻ ngang hàng Napster. Kết quả là Lala.com, trang khám phá âm nhạc, kết nối những người có cùng sở thích nghe nhạc với nhau", nơi mọi người có thể trao đổi với nhau những dĩa CD cũ với giá 1 đô la (theo Newsweek ). Hiện nay ông đang có tham vọng biến trang web lala.com của ông thành nơi trao đổi và mua bán đĩa CD lớn nhất thế giới. Đến tháng 11 năm 2006, chỉ sau vài tháng, lala.com đã có trên 200 ngàn thành viên đăng ký sử dụng dịch vụ tại trang web này và hơn nửa triệu CD đã được chuyền tay tại đây . Theo Bill Nguyễn và với 9 triệu đô la đầu tư cho Lala.com, năm 2006 Lala.com đã có trong tay hơn 1,8 triệu đĩa CD khác nhau. Điều đáng chú ý, mạng Lala.com cam kết sẽ trích 20% lợi nhuận để hỗ trợ cho các nhạc sĩ .
Đến năm 2009, LaLa có khoảng 8 triệu bài hát trong dạng nhạc nén MP3 để khách hàng có thể nghe miễn phí 1 lần, sau đó họ có thể gửi (với giá 10 xu Mỹ) hoặc tải về (với giá 99 xu). Từ tháng 10 năm 2009, Lala đã cung cấp dịch vụ gửi và tải nhạc này qua mạng xã hội Facebook và trong tương lai cũng sẽ có một kế hoạch hợp tác với Google, iTunes .
Ngày 5 tháng 12 năm 2009, Lala.com đã được mua bởi Apple Inc với giá hơn 80 triệu USD . Tháng 4 năm 2010, Apple thông báo rằng lala.com đã ngưng dịch vụ hoàn toàn vào 31 tháng 5 năm 2010 và kết hợp vào iTunes.

## Những công ty ông tham gia
- Onebox (nay sáp nhập với Phone.com)
- Openwave Systems Inc
- Seven Networks, Inc.
- Lala Media Inc. Lưu trữ ngày 14 tháng 5 năm 2009 tại Wayback Machine

## Câu nói
- Mỗi khi bạn bắt tay vào một vụ làm ăn mới, không nhất thiết bạn phải phát minh lại thế giới [3].
- Chúng ta phải quay lại với bài học cũ, mà trong đó, nhân vật chính là các kỹ sư chứ không phải các trò phù phép tiếp thị [3].

## Những Bill Nguyễn khác
- Bill Nguyễn, và vợ là Tina Nguyễn, người gốc Việt, nguyên là chủ tiệm làm móng tay (nail) tại tiểu bang Nam Dakota, Hoa Kỳ trúng giải xổ số Powerball với hơn 116,8 triệu đô la USD vào tháng 6 năm 2006.[9]